# Nasdaq, Inc.
A Nasdaq, Inc. é uma empresa multinacional norte-americana de serviços financeiros que opera no mercado de ações NASDAQ e em oito bolsas de valores europeias (Arménia, Copenhagen, Helsinki, Islândia, Riga, Estocolmo, Tallinn e Vilnius). Sua sede fica no One Liberty Plaza em Nova Iorque.

## Ligação externa
- «Sítio oficial» (em inglês)